# Pierre de Fermat

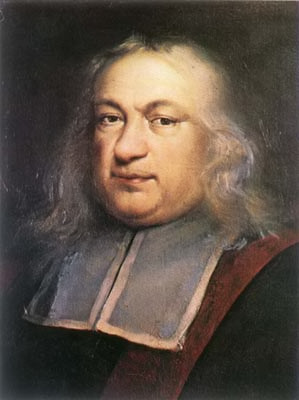
Pierre de Fermat

Pierre de Fermat (Beaumont-de-Lomagne, 17 augustus 1607 – Castres, 12 januari 1665) was een Franse jurist aan het Parlement van Toulouse en daarnaast een wiskundige, aan wie een aantal vroege ontwikkelingen worden toegeschreven die geleid hebben tot de moderne differentiaalrekening.
In het bijzonder wordt hij erkend voor zijn ontdekking van een originele methode voor het vinden van maxima en minima, namelijk de grootste en de kleinste ordinaten van een kromme, een methode die analoog is aan die van de toen nog onbekende differentiaalrekening. Ook zijn onderzoekingen in de getaltheorie spreken tot de verbeelding. Hij werd vooral bekend door de naar hem vernoemde laatste stelling van Fermat, die overigens niet de laatste was die hij ooit poneerde, maar wel de stelling waarvoor het langst naar een bewijs werd gezocht. Dat werd pas in 1994 gevonden. Daarnaast heeft hij opmerkelijke bijdragen geleverd aan de analytische meetkunde, de kansrekening en de optica.

## Levensloop
Fermat werd geboren in Beaumont-de-Lomagne, 58 kilometer ten noordwesten van Toulouse in Frankrijk. Zijn laat 15de-eeuwse geboortehuis is nu een museum. Fermats vader, Dominique Fermat, was een rijke handelaar in leder. Zijn moeder was Claire de Long, met wie zijn vader in 1604 trouwde, nadat diens eerste vrouw, Françoise Cazeneuve in 1603 was gestorven. Uit dit eerste huwelijk was op 17 augustus 1601 ook een Pierre Fermat geboren, maar deze halfbroer was al overleden voor Fermat werd geboren. Pierre had een broer en twee zusters en groeide bijna zeker op in zijn geboortestad.
Hoewel er weinig bekend is over zijn schoolopleiding zal hij waarschijnlijk de plaatselijke franciscaner kloosterschool hebben bezocht. Van 1623 tot 1626 studeerde hij burgerlijk recht aan de Universiteit van Orléans, welke studie hij in juli 1626 afsloot met een baccalaureus juris civilis diploma. In de herfst van dat jaar vestigde hij zich als advocaat bij het parlement van Bordeaux, waar hij tot het einde van 1630 zou blijven.
In Bordeaux begon hij naast zijn dagelijkse werkzaamheden zijn eerste wiskundige onderzoekingen. In 1629 gaf hij een kopie van zijn restauratie van Apollonius van Perga's Plaatsen in het vlak aan een van de wiskundigen die in Bordeaux leefden. Zeker is dat hij in contact stond met Beaugrand. Tijdens zijn tijd in de stad deed hij belangrijk werk op het gebied van maxima en minima, dat hij deelde met Étienne d'Espagnet, een vriend van hem, die dezelfde wiskundige interesses deelde. Naar wordt beweerd kwam Fermat via d'Espagnet in aanraking met de werken van François Viète.
Fermat onderscheidde zich ook op andere terreinen. Hij was vloeiend in Latijn, Grieks, Italiaans en Spaans en werd geprezen voor zijn gedichten, die hij in verschillende talen schreef. Vanwege zijn talenkennis - vooral van het Grieks - werd hem vaak om advies gevraagd bij de uitleg van Griekse teksten.
In 1631 kocht hij het ambt van raadsman van het parlement van Toulouse en op 14 mei 1631 werd hij in dit ambt beëdigd. Hij bleef deze functie de rest van zijn leven vervullen. In hetzelfde jaar trad hij in het huwelijk met Louise de Long. Samen kregen zij vijf kinderen, onder wie zijn zoon Clément-Samuel Fermat die in 1670, na Fermats dood, diens geannoteerde exemplaar van de Arithmetica van Diophantus zou uitgeven, met daarin de beroemde opmerking dat de marge niet groot genoeg was om het bewijs te bevatten, dat Fermat voor zijn 'laatste stelling' gevonden dacht te hebben.
In de periode van 1643 tot 1653 had Fermat minder tijd voor zijn wiskundige hobby; zijn belangrijkste ontdekkingen in de getallenleer lagen toen overigens al achter hem. Zijn werk als raadsman nam zeer veel tijd in beslag en vergde ook geestelijk veel. Boerenopstanden in de Languedoc als gevolg van hoge belastingen en onrechtvaardige belastinginning, praktijken die door het parlement van Toulouse, verantwoordelijk voor een groot deel van Zuid-Frankrijk, juridisch gedekt moesten worden, en de in het zuiden van Frankrijk bijzonder hevige burgeroorlog met de La Fronde (opstand), waardoor ook Fermats geboorteplaats Beaumont-en-Lomagne werd getroffen, waren twee zaken die op hem af kwamen. Ook zat Fermat namens het koningsgezinde parlement van Toulouse langdurig aan de onderhandelingstafel met het standenparlement van de Languedoc (dat aan de kant van de Fronde stond) in een poging de rechtsvrede te herstellen. Door moedig persoonlijk ingrijpen verhinderde hij dat zijn geboorteplaats Beaumont door koninklijke troepen werd verwoest.
In 1652 werd hij daar in het hoogste strafrechtbank van het parlement van Toulouse benoemd. In 1653 werd hij getroffen door de pest en werd hij bij vergissing dood verklaard, maar hij zou nog een twaalftal jaren leven. Vanwege zijn hoge positie kreeg hij het recht om zijn naam te wijzigen van Pierre Fermat in Pierre de Fermat.
Fermat correspondeerde veel met de bekende filosoof en wiskundige Descartes. Ook met andere bekende wiskundigen onderhield hij contacten. Zijn grote interesse in getaltheorie en de moeilijke problemen die hij daarin aanhaalde - meestal bedrieglijk eenvoudig geformuleerd - maakten hem echter niet steeds geliefd, omdat hij de oplossing meestal voor zich hield. Zijn beroemdste uitdaging is de laatste stelling van Fermat. De Britse wiskundige Andrew Wiles leverde in 1994 het bewijs voor deze stelling.
Begin 1665 overleed Pierre de Fermat rond zijn zestigste in Castres.

## Werk

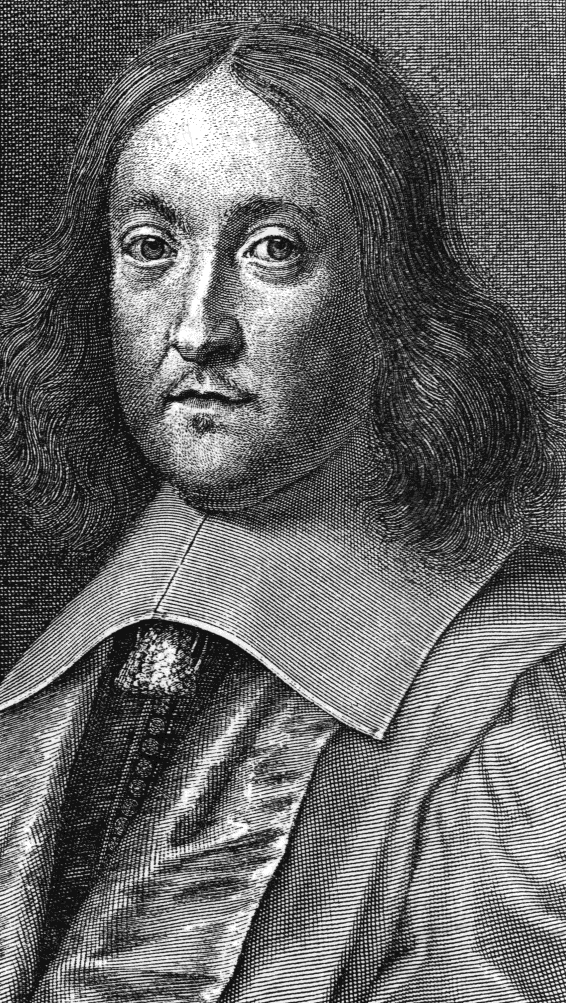
Pierre de Fermat

Fermats pionierswerk op het gebied van de analytische meetkunde, Ad Locos Planos et Solidos Isagoge, circuleerde in manuscriptvorm in 1636 en dateert van vóór de publicatie van Descartes' beroemde La géométrie. Het manuscript van Fermat werd in 1679 postuum gepubliceerd.
In Methodus ad disquirendam maximam et minima en in De tangentibus linearum curvarum, ontwikkelde Fermat een methode om de extreme waarden van en de raaklijnen aan verschillende equivalente krommen te bepalen. In deze werken ontwikkelde Fermat een techniek om het zwaartepunt te vinden voor verschillende twee- en driedimensionale figuren, wat tot verder werk van Fermat heeft geleid op het gebied van de kwadratische functies.
Fermat was de eerste persoon waarvan bekend is dat hij de integraal van een algemene exponentiële functie heeft geëvalueerd. Door gebruik te maken van een ingenieuze truc was hij in staat om deze evaluatie te reduceren tot een som van meetkundige rijen. De resulterende formule hielp Newton en Leibniz een flink stuk op weg bij het formuleren van hun onafhankelijk van elkaar gevonden hoofdstelling van de analyse.
In de getaltheorie bestudeerde Fermat de vergelijking van Pell, Fermatgetallen, perfecte- en bevriende getallen. Tijdens zijn studie naar perfecte getallen, formuleerde hij de zogenaamde kleine stelling van Fermat. Tevens vond hij een eigen methode om priemgetallen in factoren te ontbinden en de nieuwe bewijstechniek van de oneindige afdaling, die hij zelf gebruikte om de laatste stelling van Fermat voor het geval n = 4 te bewijzen. Verder formuleerde hij de stelling van Fermat over de som van twee kwadraten en de veelhoeksgetalstelling van Fermat, die stelt dat elk getal de som is van drie driehoeksgetallen, vier vierkante getallen, vijf vijfhoeksgetallen en zo verder.
Hoewel Fermat beweerde al zijn wiskundige stellingen zelf bewezen te hebben, zijn er slechts van een paar van deze bewijzen aantekeningen bewaard gebleven, die dit onomstotelijk aantonen. Veel wiskundigen, waaronder Gauss betwijfelden dan ook een aantal van zijn beweringen, vooral gezien de moeilijkheidsgraad van sommige van zijn problemen en de beperkte wiskundige methodes en technieken die Fermat in het midden van de 17de eeuw ter beschikking stonden om deze problemen te bewijzen. Zijn beroemde laatste stelling werd door zijn zoon in de marge van zijn vaders exemplaar van een uitgave van Diophantus ontdekt (In de marge stond dat deze te smal was om het bewijs uit te schrijven). Fermat had niet de moeite genomen om iemand anders, ook Mersenne niet, van deze ontdekking op de hoogte te stellen. De laatste stelling werd pas in 1994 door Andrew Wiles bewezen in een 100 pagina's lang artikel; deze gebruikte hierbij methoden die in Fermats tijd nog lang niet bekend waren.
Fermat heeft het werk van Diophantus zorgvuldig bestudeerd en daar ook zijn inspiratie uitgehaald. Toch begon hij een andere traditie. Diophantus was tevreden als hij een enkele oplossing voor zijn vergelijkingen vond, ook al was dit een ongewenste oplossing in breuken. Fermat was voor zijn diofantische vergelijkingen alleen geïnteresseerd in oplossingen in gehele getallen en ook zocht hij naar alle mogelijke algemene oplossingen. Verder bewees hij een aantal keren dat bepaalde vergelijkingen geen oplossingen hebben, dit zeer tot verbazing van zijn tijdgenoten.
Door hun correspondentie hebben Fermat en Blaise Pascal in 1654 het fundament gelegd voor de kansrekening. Als gevolg van hun korte, maar productieve correspondentie over het puntenprobleem worden ze nu gezamenlijk beschouwd als de grondleggers van de kansrekening. Over dit onderwerp raakte hij vanaf 1656 in correspondentie met Christiaan Huygens. Huygens was geïnteresseerd in de waarschijnlijkheidsleer. Fermat trachtte de communicatie tussen hen beiden echter in de richting van de getallenleer te sturen. Dit onderwerp interesseerde Huygens echter niet bijzonder. Om Huygens toch te winnen voor dit onderwerp, onthulde Fermat meer van zijn theorieën over de getallenleer dan hij eerder aan anderen had bekendgemaakt.
Fermats principe van de minste tijd, dat hij gebruikte om in 1657 de wet van Snellius af te leiden, was de eerste keer dat het principe van toen nog niet bestaande variatierekening in de natuurkunde werd gebruikt, sinds Heron van Alexandrië in de 1ste eeuw na Christus een beginsel van minste afstand beschreef. Fermat wordt gezien als een sleutelfiguur in de historische ontwikkeling van het fundamentele principe van de minste actie in de natuurkunde. Als blijk van erkenning werd de term Fermat functionaal naar hem genoemd.

## Beoordeling van zijn werk
Samen met René Descartes was Fermat een van de twee leidende wiskundigen van de eerste helft van de 17de eeuw. Onafhankelijk van Descartes (in La Géométrie) ontdekte hij de grondbeginselen van de analytische meetkunde. Samen met Blaise Pascal legde hij de fundamenten voor de kansrekening.
Ten aanzien van Fermats werk in de analyse schreef Isaac Newton dat zijn eigen vroege ideeën over de analyse sterk waren beïnvloed door "Fermats manier om raaklijnen te tekenen".
Over Fermats theoretische werk schreef de grote 20ste-eeuwse wiskundige André Weil:
... wat wij bezitten van zijn (Fermats) methoden voor de omgang met krommen van genus 1 is opvallend coherent; het is nog steeds de basis voor de moderne theorie van dergelijke krommen. Het (zijn werk) valt natuurlijk in twee delen uiteen: het eerste ... kan men gemakshalve een methode voor stijging noemen, in contrast met de afdaling, die terecht beschouwd wordt als een originele bijdrage van Fermat."
Met betrekking tot Fermats gebruik van stijging, zegt Weil:
De nieuwigheid bestond uit het veel uitgebreidere gebruik dat Fermat ervan maakte, dat hem ten minste een gedeeltelijke equivalent gaf van wat we (men later) zouden verkrijgen door het systematische gebruik van de groeptheoretische eigenschappen van de rationele punten op een standaard kubus.
 Met zijn gave voor het zien van relaties tussen getallen en zijn vermogen om bewijzen voor veel van zijn stellingen te vinden legde Fermat de basis voor de moderne getaltheorie.